# 日高市立高萩北中学校
日高市立高萩北中学校（ひだかしりつたかはぎきたちゅうがっこう）とは、埼玉県日高市旭ヶ丘にある公立中学校。制服は公立中学校でよくありがちな紺色を基調としたブレザー。男子はネクタイ、女子はループタイを着用する。なお令和6年度から校則が改変され従来は白の運動靴に白の靴下だったのが黒、紺、白などを基調とした靴下に、派手すぎない運動靴が認められるようになった。

## 沿革
- 1984年（昭和59年）4月1日 - 日高町立高萩中学校（現・日高市立高萩中学校）より分離し、創立。
- 1991年（平成3年）10月1日 - 市制施行に伴い、日高市立高萩北中学校に改称。
- 1993年  (平成5年)  11月6日 - 開校10周年式典
- 2003年 (平成15年) 11月2日 - 開校20周年式典
- 2013年 (平成25年)  開校30周年
- 2022年 (令和4年) 6月〜9月 校舎 (教室棟) 改修工事
- 2023年 (令和5年) 6月〜10月 校舎 (特別教室棟) プール 改修工事
- 2023年 (令和5年)  開校40周年 (式典は執り行われていないが記念DVDの配布などがあった)

尚この改修工事によって内外装ともに一新され木を多用したモダンな内装に改められた、またトイレや水道はセンサー式になり教室棟の照明も蛍光灯からLEDに変更された。